# 納貝斯納 (阿拉斯加州)
納貝斯納（英語：Nabesna）是位於美國阿拉斯加州瓦爾迪茲-科爾多瓦人口普查區的一個人口普查指定地區。根據2010年美國人口普查，該地共人口5人。

## 地理
納貝斯納的座標為62°22′16″N 143°00′50″W / 62.37111°N 143.01389°W，而該地的平均海拔高度為908米（即2979英尺）。